# 井上真帆
井上 真帆（いのうえ まほ、1984年1月28日 - ）は、ホリプロ所属のフリーアナウンサー・女優。身長167cm。

## 人物・来歴
- 趣味はミュージカル鑑賞、タップダンス、ダイビング、茶道。所持資格は普通自動車第一種運転免許、2級小型船舶操縦士免許、アドバンスダイバーライセンス[1]。
- 2006年4月、富山テレビに入社し、報道部に配属。アナウンサー、記者、ディレクターを兼務する。2013年9月をもって7年半勤めた富山テレビを退社し、同年10月よりフリーアナウンサーに転身した。2014年1月から2017年1月まで、NHK BS1で『NHK BSニュース』および『BS列島ニュース』のキャスターを務めた(出産準備のため一時降板)。同年7月29日以降も、不定期であるが『NHK BSニュース』のキャスターを務めている。
- 現在はアナウンサー、ナレーター、イベント司会などを中心に活動中。
- 既婚者で、2017年に第一子である男児を出産している。
- 2019年10月1日からホリプロに移籍した。

## 担当番組
富山テレビ時代
- BBTスーパーニュース（スポーツキャスター（2006年7月 - 2010年3月）→フィールドキャスター（2010年4月 - 2013年9月））
- Youドキッ!たいむ（リポーター）
- とやま元気家族（リポーター）
- Bすぽ（ナレーション、2008年4月 - ）
- グルメマップ（ナレーション、2011年10月 - ）
- 月刊!元気とやま情報チャンネル（MC、2013年4月 - 2013年9月）
- 北陸ゴルフトーナメント（ラウンドリポート）
- FUKUIスーパーレディス駅伝（福井テレビ制作・第2中継所実況）
- 対談番組・イベントMC、サッカーJ2・プロバスケ試合中継など
- 730ナイトアワー（富山刑務所内ラジオ番組。2013年5月 - 2013年9月、DJ）

フリー転身後
- ヒットリサーチ（マンスリーキャスター、リポーター）
- NHK BSニュース（キャスター、2014年1月13日 - 2017年1月29日、7月29日 - 2020年3月25日）
- BS列島ニュース（キャスター、2014年1月15日 - 2017年1月27日）
- マイあさ!（6時台・7時台内 関東甲信越ニュースキャスター 木曜担当、2023年4月6日 - ）

## 舞台
- 回転木馬（2011年3月25日 - 27日、グランドミュージカル）
- ハロー・ドーリー!（2012年2月3日 - 5日、2013年8月16日 - 18日・23日 - 25日、ミセス・ローズ役）
- 岡本知高コンサート（2012年2月26日、音楽案内人）
- ミー&マイガール（2013年2月28日 - 3月3日、ソフィア役）